# Königsallee
Königsallee è una strada della città di Düsseldorf, capitale dello stato della Renania Settentrionale-Vestfalia ed è considerata la strada degli acquisti più elegante della Germania per il numero e la varietà delle grandi marche internazionali presenti. 

## Negozi presenti
| - Versace - Abercrombie & Fitch - Bally - Barbara Frères - Boggi Milano - Bose Corporation - Bulgari - Burberry - Calvin Klein - Cartier - Chanel - Comptoir de Cotonniers - Zegna - Escada - Etienne Aigner | - Giorgio Armani S.p.A. - Gucci - Hermès - Hugo Boss - Jil Sander - JOOP! - Kiton - Kookai - Lacoste - Laurèl - Loro Piana - Louis Vuitton | - Max Azria - Max Mara - Porsche Design - Prada - Salvatore Ferragamo - Swarovski - Tiffany & Co. - Tod's - United Colors of Benetton - Willy Bogner - Zara |